# Хилсајд (Илиноис)
Хилсајд (енгл. Hillside) град је у америчкој савезној држави Илиноис.

## Демографија
По попису из 2010. године број становника је 8.157, што је 2 (0,0%) становника више него 2000. године.
| Група             | 2000.         | 2010.         |
| Белци             | 3.533 (43,3%) | 2.022 (24,8%) |
| Афроамериканци    | 3.008 (36,9%) | 3.525 (43,2%) |
| Азијати           | 418 (5,1%)    | 273 (3,3%)    |
| Хиспаноамериканци | 1.068 (13,1%) | 2.252 (27,6%) |
| Укупно            | 8.155         | 8.157         |